# フリッツ・スピラ

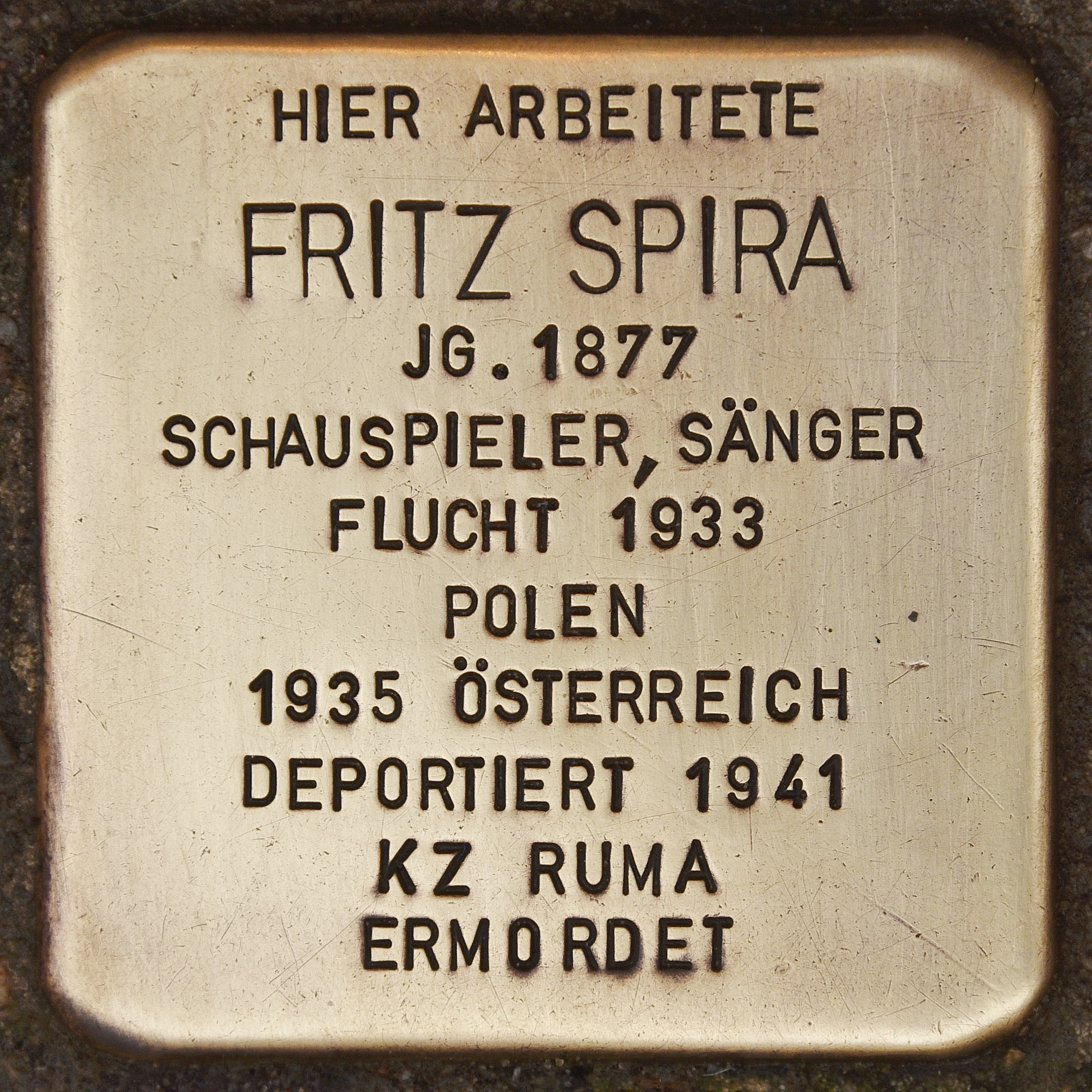
Stolperstein für Fritz Spira (Berlin)

フリッツ・スピラ（Fritz Spira、 1881年 - 1943年）は、オーストリアの俳優。ウィーン出身。妻は女優のロッテ・スピラ。娘のカミラ・スピラとステフィ・スピラも女優である。